# Console virtuelle (Wii U)
Ne doit pas être confondu avec Console virtuelle (Wii) ou Console virtuelle (Nintendo 3DS).
Pour les articles homonymes, voir Console virtuelle.
La Console virtuelle de la Wii U (ou Virtual Console en anglais) est une plate-forme de téléchargement virtuelle disponible sur la Wii U depuis la mise à jour du 23 janvier 2013. Elle propose des jeux émulés des précédentes consoles de Nintendo. Cette plate-forme est accessible depuis le Nintendo eShop, la boutique en ligne de la console. Depuis le 27 juillet 2016, elle propose des jeux de la console PC Engine.

## Historique
Six consoles sont émulées :
- la NES (depuis le 23 janvier 2013) ;
- la Super Nintendo (depuis le 21 février 2013) ;
- la Game Boy Advance (depuis le 17 avril 2014) ;
- la Nintendo DS (depuis le 13 juin 2014) ;
- la Wii (depuis le 14 janvier 2015) ;
- la Nintendo 64 (depuis le 2 avril 2015) ;
- la PC Engine (depuis le 28 juillet 2016).

Dans le cadre des 30 ans de la Famicom en 2013, une offre promotionnelle proposait sept jeux au tarif de 30 centimes pendant 1 mois :
- 23 janvier : Balloon Fight (NES) (jusqu'au 22 février inclus) ;
- 21 février : F-Zero (Super Nintendo) (jusqu'au 22 mars inclus) ;
- 21 mars : Punch-Out!! (NES) (jusqu'au 19 avril inclus) ;
- 18 avril : Kirby’s Adventure (NES) (jusqu'au 17 mai inclus) ;
- 16 mai : Super Metroid (Super Nintendo) (jusqu'au 14 juin inclus) ;
- 13 juin : Mario & Yoshi (NES) (jusqu'au 12 juillet inclus) ;
- 15 juillet : Donkey Kong (NES) (jusqu'au 13 août inclus).

## Liste des jeux

### Europe
Au 11 aout 2017, la Console virtuelle propose en Europe 89 jeux NES, 49 jeux Super Nintendo, 70 jeux Game Boy Advance, 31 jeux Nintendo DS, 21 jeux Nintendo 64, 28 jeux Wii, et 18 jeux PC-Engine.

#### NES
| Titre                                      | Date de sortie    | Éditeur          | PEGI |
| ------------------------------------------ | ----------------- | ---------------- | ---- |
| Balloon Fight                              | 23 janvier 2013   | Nintendo         | 3    |
| Punch-Out!! Featuring M.. Dream            | 21 mars 2013      | Nintendo         | 7    |
| Kirby's Adventure                          | 18 avril 2013     | Nintendo         | 3    |
| Excitebike                                 | 27 avril 2013     | Nintendo         | 3    |
| Ice Climber                                | 27 avril 2013     | Nintendo         | 3    |
| Donkey Kong Jr.                            | 27 avril 2013     | Nintendo         | 3    |
| Pacman                                     | 2 mai 2013        | Bandai Namco     | 3    |
| Mega Man                                   | 2 mai 2013        | Capcom           | 7    |
| Xevious                                    | 9 mai 2013        | Bandai Namco     | 3    |
| Solomon's Key                              | 9 mai 2013        | Tecmo            | 3    |
| Super Mario Bros. 2                        | 16 mai 2013       | Nintendo         | 3    |
| Ghosts'n Goblins                           | 30 mai 2013       | Capcom           | 7    |
| Spelunker                                  | 6 juin 2013       | Tozai Games      | 3    |
| Mega Man 2                                 | 11 juin 2013      | Capcom           | 7    |
| Mega Man 3                                 | 11 juin 2013      | Capcom           | 7    |
| Mega Man 4                                 | 11 juin 2013      | Capcom           | 7    |
| Mario and Yoshi                            | 13 juin 2013      | Nintendo         | 3    |
| Mario Bros.                                | 20 juin 2013      | Nintendo         | 3    |
| Wrecking Crew                              | 20 juin 2013      | Nintendo         | 3    |
| Kid Icarus                                 | 11 juillet 2013   | Nintendo         | 3    |
| Metroid                                    | 11 juillet 2013   | Nintendo         | 7    |
| Donkey Kong                                | 18 juillet 2013   | Nintendo         | 3    |
| Galaga                                     | 8 août 2013       | Bandai Namco     | 3    |
| The Legend of Zelda                        | 29 août 2013      | Nintendo         | 7    |
| Super Mario Bros.                          | 12 septembre 2013 | Nintendo         | 3    |
| Zelda II: The Adventure of Link            | 26 septembre 2013 | Nintendo         | 7    |
| Gradius                                    | 26 septembre 2013 | Konami           | 7    |
| Tennis                                     | 10 octobre 2013   | Nintendo         | 3    |
| Golf                                       | 10 octobre 2013   | Nintendo         | 3    |
| Clu Clu Land                               | 17 octobre 2013   | Nintendo         | 3    |
| Urban Champion                             | 17 octobre 2013   | Nintendo         | 7    |
| Donkey Kong 3                              | 24 octobre 2013   | Nintendo         | 3    |
| Baseball                                   | 24 octobre 2013   | Nintendo         | 3    |
| Pinball                                    | 24 octobre 2013   | Nintendo         | 3    |
| Super Mario Bros. 3                        | 26 décembre 2013  | Nintendo         | 3    |
| Super Mario Bros.: The Lost Levels         | 23 janvier 2014   | Nintendo         | 3    |
| NES Open Tournament Golf                   | 6 février 2014    | Nintendo         | 3    |
| Dr. Mario                                  | 13 février 2014   | Nintendo         | 3    |
| Ice Hockey                                 | 20 février 2014   | Nintendo         | 7    |
| Wario's Woods                              | 27 février 2014   | Nintendo         | 3    |
| Renegade                                   | 6 mars 2014       | Arc System Works | 7    |
| Double Dragon                              | 13 mars 2014      | Arc System Works | 12   |
| Super Dodge Ball                           | 13 mars 2014      | Arc System Works | 7    |
| Castlevania                                | 20 mars 2014      | Konami           | 7    |
| Mighty Bomb Jack                           | 27 mars 2014      | Koei Tecmo       | 3    |
| Ninja Gaiden                               | 27 mars 2014      | Koei Tecmo       | 7    |
| Castlevania II: Simon's Quest              | 1er mai 2014      | Konami           | 7    |
| Volleyball                                 | 8 mai 2014        | Nintendo         | 3    |
| Soccer                                     | 12 juin 2014      | Nintendo         | 3    |
| Pac-Land                                   | 12 juin 2014      | Bandai Namco     | 3    |
| Super C                                    | 19 juin 2014      | Konami           | 7    |
| Adventure Island                           | 3 juillet 2014    | Konami           | 7    |
| Mega Man 5                                 | 24 juillet 2014   | Capcom           | 7    |
| Mega Man 6                                 | 24 juillet 2014   | Capcom           | 7    |
| Mach Rider                                 | 7 août 2014       | Nintendo         | 7    |
| Adventures of Lolo                         | 21 août 2014      | HAL Laboratory   | 3    |
| Double Dragon II: The Revenge              | 21 août 2014      | Aksys Games      | 12   |
| Castlevania III: Dracula's Curse           | 4 septembre 2014  | Konami           | 7    |
| Gargoyle's Quest II: The Demon Darkness    | 4 septembre 2014  | Capcom           | 7    |
| LifeForce                                  | 18 septembre 2014 | Konami           | 7    |
| Ufouria: The Saga                          | 9 octobre 2014    | Sunsoft          | 3    |
| Devil World                                | 30 octobre 2014   | Nintendo         | 3    |
| Crash'n the Boys Street Challenge          | 4 décembre 2014   | Arc System Works | 7    |
| Shadow of the Ninja                        | 4 décembre 2014   | Natsume          | 12   |
| S.C.A.T.                                   | 4 décembre 2014   | Natsume          | 7    |
| Street Fighter 2010: The Final Fight       | 18 décembre 2014  | Capcom           | 12   |
| Mighty Final Fight                         | 18 décembre 2014  | Capcom           | 12   |
| Duck Hunt                                  | 25 décembre 2014  | Nintendo         | 3    |
| Dig Dug                                    | 8 janvier 2015    | Bandai Namco     | 3    |
| Lode Runner                                | 8 janvier 2015    | Konami           | 7    |
| Donkey Kong Jr. Math                       | 22 janvier 2015   | Nintendo         | 3    |
| Blaster Master                             | 12 février 2015   | Sunsoft          | 7    |
| Mappy-Land                                 | 12 février 2015   | Bandai Namco     | 3    |
| Flying Dragon: The Secret Scroll           | 5 mars 2015       | Culture Brain    | 7    |
| Kung-Fu Heroes (en)                        | 5 mars 2015       | Culture Brain    | 7    |
| Street Gangs                               | 23 avril 2015     | Arc System Works | 7    |
| Flying Warriors                            | 28 mai 2015       | Culture Brain    | 7    |
| Little Ninja Brothers                      | 28 mai 2015       | Culture Brain    | 7    |
| EarthBound Beginnings (alias Mother)       | 15 juin 2015      | Nintendo         | 3    |
| StarTropics                                | 3 septembre 2015  | Nintendo         | 7    |
| Zoda's Revenge: StarTropics II             | 3 septembre 2015  | Nintendo         | 7    |
| Tecmo Bowl                                 | 17 septembre 2015 | Koei Tecmo       | 3    |
| Dig Dug II                                 | 8 octobre 2015    | Bandai Namco     | 3    |
| Hogan's Alley                              | 22 octobre 2015   | Nintendo         | 3    |
| Wild Gunman                                | 22 octobre 2015   | Nintendo         | 7    |
| Double Dragon III: The Sacred Stones       | 26 novembre 2015  | Arc System Works | 7    |
| Ninja Gaiden II: The Dark Sword            | 26 novembre 2015  | Koei Tecmo       | 7    |
| Ninja Gaiden III: The Ancient Ship of Doom | 26 novembre 2015  | Koei Tecmo       | 7    |
| The Adventures of Bayou Billy              | 26 novembre 2015  | Konami           | 7    |

#### Super Nintendo
| Titre                                              | Date de sortie    | Éditeur                 | PEGI |
| -------------------------------------------------- | ----------------- | ----------------------- | ---- |
| F-Zero                                             | 21 février 2013   | Nintendo                | 3    |
| Super Mario World                                  | 27 avril 2013     | Nintendo                | 3    |
| Mario's Super Picross                              | 27 avril 2013     | Nintendo                | 3    |
| Super Metroid                                      | 16 mai 2013       | Nintendo                | 7    |
| Super Ghouls'n Ghosts                              | 16 mai 2013       | Capcom                  | 7    |
| Kirby's Dream Course                               | 23 mai 2013       | Nintendo                | 3    |
| Kirby Super Star                                   | 23 mai 2013       | Nintendo                | 3    |
| Vegas Stakes                                       | 27 juin 2013      | Nintendo                | 12   |
| Pilotwings                                         | 4 juillet 2013    | Nintendo                | 7    |
| EarthBound (alias Mother 2)                        | 18 juillet 2013   | Nintendo                | 12   |
| Kirby's Dream Land 3                               | 25 juillet 2013   | Nintendo                | 3    |
| Harvest Moon                                       | 1er août 2013     | Marvelous Entertainment | 3    |
| Romance of the Three Kingdoms : Wall of Fire       | 8 août 2013       | Koei Tecmo              | 7    |
| Street Fighter II' Turbo: Hyper Fighting           | 22 août 2013      | Capcom                  | 12   |
| Street Fighter II: The World Warrior               | 22 août 2013      | Capcom                  | 12   |
| Super Street Fighter II: The New Challengers       | 22 août 2013      | Capcom                  | 12   |
| Breath of Fire II                                  | 5 septembre 2013  | Capcom                  | 7    |
| Mega Man X                                         | 19 septembre 2013 | Capcom                  | 7    |
| Final Fight                                        | 3 octobre 2013    | Capcom                  | 12   |
| Final Fight 2                                      | 3 octobre 2013    | Capcom                  | 12   |
| Final Fight 3                                      | 3 octobre 2013    | Capcom                  | 12   |
| Super Castlevania IV                               | 31 octobre 2013   | Konami                  | 7    |
| Mega Man X2                                        | 14 novembre 2013  | Capcom                  | 7    |
| Brawl Brothers                                     | 21 novembre 2013  | Nintendo                | 12   |
| Uncharted Waters: New Horizons                     | 28 novembre 2013  | Koei Tecmo              | 12   |
| The Legend of Zelda: A Link to the Past            | 12 décembre 2013  | Nintendo                | 7    |
| Contra III The Alien Wars                          | 9 janvier 2014    | Konami                  | 12   |
| The Legend of The Mystical Ninja                   | 16 janvier 2014   | Konami                  | 7    |
| Super Mario Kart                                   | 27 mars 2014      | Nintendo                | 3    |
| Super Punch-Out!!                                  | 12 juin 2014      | Nintendo                | 12   |
| Pop'n Twinbee                                      | 10 juillet 2014   | Konami                  | 7    |
| Pop'n TwinBee: Rainbow Bell Adventures             | 10 juillet 2014   | Konami                  | 7    |
| Nobunaga's Ambition                                | 25 septembre 2014 | Koei Tecmo              | 7    |
| Street Fighter Alpha 2                             | 2 octobre 2014    | Capcom                  | 12   |
| Donkey Kong Country                                | 16 octobre 2014   | Nintendo                | 3    |
| Donkey Kong Country 2: Diddy's Kong Quest          | 23 octobre 2014   | Nintendo                | 3    |
| Donkey Kong Country 3: Dixie Kong's Double Trouble | 30 octobre 2014   | Nintendo                | 3    |
| Mega Man 7                                         | 6 novembre 2014   | Capcom                  | 7    |
| Mega Man X3                                        | 6 novembre 2014   | Capcom                  | 7    |
| Castlevania Dracula X                              | 13 novembre 2014  | Konami                  | 12   |
| Wild Guns                                          | 20 novembre 2014  | Natsume                 | 12   |
| Natsume Championship Wrestling                     | 20 novembre 2014  | Natsume                 | 12   |
| Breath of Fire                                     | 27 novembre 2014  | Capcom                  | 7    |
| Axelay                                             | 15 janvier 2015   | Konami                  | 7    |
| Demon's Crest                                      | 15 janvier 2015   | Capcom                  | 12   |
| Cybernator                                         | 26 février 2015   | Konami                  | 7    |
| Pac-Attack                                         | 26 février 2015   | Bandai Namco            | 3    |
| Pac-Man 2: The New Adventures                      | 8 octobre 2015    | Bandai Namco            | 7    |
| Super Mario RPG: Legend of the Seven Stars         | 24 décembre 2015  | Nintendo                | 3    |

#### Nintendo 64
| Titre                                     | Date de sortie   | Éditeur  | PEGI |
| ----------------------------------------- | ---------------- | -------- | ---- |
| Super Mario 64                            | 2 avril 2015     | Nintendo | 3    |
| Donkey Kong 64                            | 2 avril 2015     | Nintendo | 7    |
| Paper Mario                               | 21 mai 2015      | Nintendo | 3    |
| Kirby 64: The Crystal Shards              | 25 juin 2015     | Nintendo | 3    |
| The Legend of Zelda: Ocarina of Time      | 2 juillet 2015   | Nintendo | 12   |
| Sin and Punishment                        | 3 septembre 2015 | Nintendo | 12   |
| Mario Golf                                | 8 octobre 2015   | Nintendo | 3    |
| Mario Tennis                              | 17 décembre 2015 | Nintendo | 3    |
| 1080 Snowboarding                         | 31 décembre 2015 | Nintendo | 3    |
| Wave Race 64                              | 31 décembre 2015 | Nintendo | 3    |
| Mario Kart 64                             | 21 janvier 2016  | Nintendo | 3    |
| Star Fox 64                               | 24 mars 2016     | Nintendo | 7    |
| Yoshi's Story                             | 14 avril 2016    | Nintendo | 3    |
| Mario Party 2                             | 21 avril 2016    | Nintendo | 3    |
| The Legend of Zelda : Majora's Mask       | 23 juin 2016     | Nintendo | 12   |
| Pokémon Snap                              | 18 août 2016     | Nintendo | 3    |
| F-Zero X                                  | 3 novembre 2016  | Nintendo | 3    |
| Excitebike 64                             | 8 décembre 2016  | Nintendo | 3    |
| Ogre Battle 64 : Person of Lordly Caliber | 9 février 2017   | Nintendo | 12   |
| Harvest Moon 64                           | 23 février 2017  | Nintendo | 3    |
| Bomberman 64                              | 9 mars 2017      | Konami   | 3    |

#### Game Boy Advance
| Titre                                           | Date de sortie    | Éditeur      | PEGI |
| ----------------------------------------------- | ----------------- | ------------ | ---- |
| Mario and Luigi: Superstar Saga                 | 3 avril 2014      | Nintendo     | 3    |
| Metroid: Fusion                                 | 3 avril 2014      | Nintendo     | 7    |
| Advance Wars                                    | 3 avril 2014      | Nintendo     | 7    |
| Kirby et le Labyrinthe des Miroirs              | 10 avril 2014     | Nintendo     | 3    |
| WarioWare : Mega Mini-jeux                      | 10 avril 2014     | Nintendo     | 7    |
| F-Zero: Maximum Velocity                        | 17 avril 2014     | Nintendo     | 3    |
| Golden Sun                                      | 17 avril 2014     | Nintendo     | 12   |
| Yoshi's Island: Super Mario Advance 3           | 24 avril 2014     | Nintendo     | 3    |
| Mr. Driller 2                                   | 15 mai 2014       | Bandai Namco | 3    |
| Klonoa: Empire of Dreams                        | 22 mai 2014       | Bandai Namco | 3    |
| The Legend of Zelda: The Minish Cap             | 29 mai 2014       | Nintendo     | 7    |
| Wario Land 4                                    | 5 juin 2014       | Nintendo     | 3    |
| Pac-Man Collection                              | 12 juin 2014      | Bandai Namco | 3    |
| Mario Power Tennis                              | 26 juin 2014      | Nintendo     | 3    |
| Kirby: Nightmare in Dream Land                  | 17 juillet 2014   | Nintendo     | 3    |
| Mega Man Battle Network                         | 24 juillet 2014   | Capcom       | 7    |
| Megaman Battle Chip Challenge                   | 7 août 2014       | Capcom       | 7    |
| Fire Emblem                                     | 21 août 2014      | Nintendo     | 7    |
| Mario Golf: Advance Tour                        | 28 août 2014      | Nintendo     | 3    |
| Super Mario Ball                                | 11 septembre 2014 | Nintendo     | 3    |
| Namco Museum                                    | 23 octobre 2014   | Bandai Namco | 3    |
| Golden Sun: L'Âge perdu                         | 13 novembre 2014  | Nintendo     | 12   |
| Pokémon Pinball: Rubis & Saphir                 | 11 décembre 2014  | Nintendo     | 3    |
| Mario Party Advance                             | 25 décembre 2014  | Nintendo     | 3    |
| Mega Man Zero                                   | 25 décembre 2014  | Capcom       | 12   |
| Kuru Kuru Kururin                               | 25 décembre 2014  | Nintendo     | 3    |
| F-Zero: GP Legend                               | 1er janvier 2015  | Nintendo     | 7    |
| Fire Emblem: the Sacred Stones                  | 1er janvier 2015  | Nintendo     | 7    |
| DK: King of Swing                               | 22 janvier 2015   | Nintendo     | 3    |
| Castlevania                                     | 29 janvier 2015   | Konami       | 7    |
| Mega Man Zero 2                                 | 5 février 2015    | Capcom       | 12   |
| Castlevania: Harmony of Dissonance              | 19 février 2015   | Konami       | 12   |
| Super Ghouls 'n Ghosts                          | 19 février 2015   | Capcom       | 7    |
| Metroid: Zero Mission                           | 12 mars 2015      | Nintendo     | 7    |
| Castlevania Aria of Sorrow                      | 19 mars 2015      | Konami       | 12   |
| Mega Man Zero 3                                 | 26 mars 2015      | Capcom       | 12   |
| Mario Kart: Super Circuit                       | 23 avril 2015     | Nintendo     | 3    |
| Mega Man Zero 4                                 | 14 mai 2015       | Capcom       | 12   |
| Megaman Battle Network 2                        | 14 mai 2015       | Capcom       | 7    |
| Megaman Battle Network 3 Blue                   | 11 juin 2015      | Capcom       | 7    |
| Megaman Battle Network 3 White                  | 11 juin 2015      | Capcom       | 7    |
| Advance Wars 2: Black Hole Rising               | 2 juillet 2015    | Nintendo     | 7    |
| Megaman Battle Network 4 Blue Moon              | 9 juillet 2015    | Capcom       | 7    |
| Megaman Battle Network 4 Red Sun                | 9 juillet 2015    | Capcom       | 7    |
| Final Fight One                                 | 16 juillet 2015   | Capcom       | 12   |
| Super Street Fighter II Turbo Revival           | 16 juillet 2015   | Capcom       | 12   |
| Megaman & Bass                                  | 13 août 2015      | Capcom       | 7    |
| Contra Advance: The Alien Wars Ex               | 5 novembre 2015   | Konami       | 12   |
| Konami Krazy Racers                             | 15 octobre 2015   | Konami       | 3    |
| Mario vs. Donkey Kong                           | 17 septembre 2015 | Nintendo     | 3    |
| Medabots AX Metabee                             | 5 novembre 2015   | Natsume Inc. | 7    |
| Medabots AX Rokusho                             | 5 novembre 2015   | Natsume Inc. | 7    |
| Medabots: Metabee                               | 1er octobre 2015  | Natsume Inc. | 7    |
| Medabots: Rokusho                               | 1er octobre 2015  | Natsume Inc. | 7    |
| Megaman Battle Network 5 Team: Colonel          | 5 novembre 2015   | Capcom       | 7    |
| Megaman Battle Network 5 Team: Protoman         | 5 novembre 2015   | Capcom       | 7    |
| Pocky & Rocky with Becky                        | 8 octobre 2015    | Natsume Inc. | 7    |
| Game & Watch Gallery Advance                    | 10 décembre 2015  | Nintendo     | 7    |
| Polarium Advance                                | 10 décembre 2015  | Nintendo     | 3    |
| Onimusha Tactics                                | 17 décembre 2015  | Capcom       | 7    |
| Drill Dozer                                     | 7 janvier 2016    | Nintendo     | 7    |
| Megaman Battle Network 6: Cybeast Falzar        | 14 janvier 2016   | Capcom       | 7    |
| Megaman Battle Network 6: Cybeast Gregar        | 14 janvier 2016   | Capcom       | 7    |
| Final Fantasy Tactics: Advance                  | 28 janvier 2016   | Square Enix  | 7    |
| Pokémon Donjon Mystère: Équipe de Secours Rouge | 11 février 2016   | Nintendo     | 3    |
| Super Mario Advance                             | 10 mars 2016      | Nintendo     | 3    |
| Super Mario World: Super Mario Advance 2        | 10 mars 2016      | Nintendo     | 3    |
| Super Mario Advance 4: Super Mario 3            | 10 mars 2016      | Nintendo     | 3    |
| Rayman Advance                                  | 25 mai 2017       | Ubisoft      | 3    |
| Rayman 3                                        | 25 mai 2017       | Ubisoft      | 3    |

#### Nintendo DS
Annoncés en janvier 2014 par Nintendo, les jeux Nintendo DS arrivent en juin 2014 sur Console Virtuelle. Le premier jeu proposé est Programme d'entraînement cérébral du Dr Kawashima : Quel âge a votre cerveau ?, sorti initialement en 2005. Il est proposé gratuitement jusqu'en juillet. Le jeu est de nouveau accessible depuis le 25 juin 2015. Ce sont donc 31 jeux au total sur le Nintendo eShop.
| Titre                                                                          | Date de sortie     | Éditeur  | PEGI |
| ------------------------------------------------------------------------------ | ------------------ | -------- | ---- |
| Programme d'entraînement cérébral du Dr Kawashima : Quel âge a votre cerveau ? | 13 juin 2014       | Nintendo | 3    |
| Mario Kart DS                                                                  | 2 avril 2015       | Nintendo | 3    |
| WarioWare: Touched!                                                            | 2 avril 2015       | Nintendo | 3    |
| Yoshi's Island DS                                                              | 21 mai 2015        | Nintendo | 3    |
| Cérébrale Académie                                                             | 4 juin 2015        | Nintendo | 3    |
| Kirby : Les souris attaquent                                                   | 25 juin 2015       | Nintendo | 3    |
| Fire Emblem: Shadow Dragon                                                     | 2 juillet 2015     | Nintendo | 7    |
| Mario & Luigi Partners in Time                                                 | 16 juillet 2015    | Nintendo | 3    |
| Yoshi Touch & Go                                                               | 23 juillet 2015    | Nintendo | 3    |
| Donkey Kong: Jungle Climber                                                    | 6 août 2015        | Nintendo | 3    |
| Star Fox Command                                                               | 6 août 2015        | Nintendo | 7    |
| Wario: Master of Disguise                                                      | 20 août 2015       | Nintendo | 7    |
| Mario vs. Donkey Kong 2: La Marche des Mini                                    | 17 septembre 2015  | Nintendo | 3    |
| The Legend of Zelda: Phantom Hourglass                                         | 13 novembre 2015   | Nintendo | 7    |
| The Legend of Zelda: Spirit Tracks                                             | 13 novembre 2015   | Nintendo | 7    |
| Animal Crossing: Wild World                                                    | 16 novembre 2015   | Nintendo | 3    |
| Kirby Mass Attack                                                              | 3 décembre 2015    | Nintendo | 3    |
| Kirby: Le Pinceau du Pouvoir                                                   | 3 décembre 2015    | Nintendo | 3    |
| New Super Mario Bros.                                                          | 17 décembre 2015   | Nintendo | 3    |
| Super Mario 64 DS                                                              | 24 décembre 2015   | Nintendo | 12   |
| Pokémon Ranger                                                                 | 25 février 2016    | Nintendo | 3    |
| Advance Wars: Dual Strike                                                      | 3 mars 2016        | Nintendo | 7    |
| Mario Party DS                                                                 | 21 avril 2016      | Nintendo | 3    |
| Mario Slam Basketball                                                          | 26 mai 2016        | Nintendo | 3    |
| Nintendo présente: La Maison du style                                          | 3 juin 2016        | Nintendo | 3    |
| Pokémon Ranger: Sillages de Lumière                                            | 9 juin 2016        | Nintendo | 3    |
| Pokémon Ranger: Nuit sur Almia                                                 | 9 juin 2016        | Nintendo | 3    |
| Pokémon Donjon Mystère: Explorateurs du ciel                                   | 18 aout 2016       | Nintendo | 3    |
| Picross 3D                                                                     | 1er septembre 2016 | Nintendo | 3    |
| Metroid Prime Hunters                                                          | 15 septembre 2016  | Nintendo | 12   |

#### Wii
Les jeux Wii sont proposés au tarif de 19€99 sur le Nintendo eShop. Ce sont 27 jeux qui y sont disponibles.
| Titre                                       | Date de sortie     | Éditeur  | PEGI |
| ------------------------------------------- | ------------------ | -------- | ---- |
| Super Mario Galaxy 2                        | 14 janvier 2015    | Nintendo | 3    |
| Donkey Kong Country Returns                 | 22 janvier 2015    | Nintendo | 3    |
| Metroid Prime Trilogy                       | 29 janvier 2015    | Nintendo | 12   |
| Kirby's Adventure Wii                       | 19 février 2015    | Nintendo | 7    |
| Punch-Out!!                                 | 12 mars 2015       | Nintendo | 12   |
| Pandora's Tower                             | 16 avril 2015      | Nintendo | 12   |
| Sin and Punishment: Successor of the Skies  | 30 avril 2015      | Nintendo | 12   |
| Kirby Au fil de l'aventure                  | 21 mai 2015        | Nintendo | 3    |
| PokéPark Wii: la grande aventure de Pikachu | 26 juillet 2015    | Nintendo | 3    |
| Xenoblade Chronicles                        | 5 aout 2015        | Nintendo | 12   |
| Mario Sports Mix                            | 8 octobre 2015     | Nintendo | 3    |
| Resident Evil 4 Wii Edition                 | 29 octobre 2015    | Nintendo | 18   |
| Zack and Wiki: Le Trésor de Barbaros        | 3 décembre 2015    | Nintendo | 7    |
| New Super Mario Bros Wii                    | 7 janvier 2016     | Nintendo | 3    |
| Super Mario Galaxy                          | 4 février 2016     | Nintendo | 3    |
| Metroid: Other M                            | 31 mars 2016       | Nintendo | 16   |
| Wario Land: The Shake Dimension             | 7 avril 2016       | Nintendo | 7    |
| Mario Strikers Charged Football             | 12 mai 2016        | Nintendo | 7    |
| A Shadow's Tale                             | 21 juillet 2016    | Nintendo | 12   |
| Super Paper Mario                           | 11 aout 2016       | Nintendo | 3    |
| The Legend of Zelda: Skyward Sword          | 1er septembre 2016 | Nintendo | 12   |
| Pikmin                                      | 1er septembre 2016 | Nintendo | 3    |
| WarioWare Smooth Moves                      | 6 octobre 2016     | Nintendo | 7    |
| Project Zero 2: Wii Edition                 | 20 octobre 2016    | Nintendo | 16   |
| Beat the Beat: Rhythm Paradise              | 24 novembre 2016   | Nintendo | 7    |
| Donkey Kong Jungle Beat                     | 1er décembre 2016  | Nintendo | 7    |
| Pikmin 2                                    | 15 octobre 2016    | Nintendo | 3    |
| Rayman contre les lapins crétins            | 6 juillet 2017     | Ubisoft  | 7    |

#### TurboGrafx-16
Les jeux PC-Engine sont disponibles depuis le 28 juillet 2016, ils sont vendus entre 5€99 et 7€99.
| Titre                          | Date de sortie    | Éditeur | PEGI |
| ------------------------------ | ----------------- | ------- | ---- |
| Bonk's Adventure               | 28 juillet 2016   | Konami  | 3    |
| Neutopia                       | 28 juillet 2016   | Konami  | 7    |
| New Adventure Island           | 28 juillet 2016   | Konami  | 7    |
| R-TYPE                         | 28 juillet 2016   | Konami  | 7    |
| Bomberman '94                  | 2 février 2017    | Konami  | 3    |
| Gradius                        | 2 février 2017    | Konami  | 7    |
| Dungeon Explorer               | 16 mars 2017      | Konami  | 7    |
| World Sports Competition       | 6 avril 2017      | Konami  | 3    |
| Super Star Soldier             | 18 mai 2017       | Konami  | 7    |
| Bonk's Revenge                 | 1er juin 2017     | Konami  | 3    |
| Blazing Lazers                 | 8 juin 2017       | Konami  | 7    |
| Neutopia II                    | 29 juin 2017      | Konami  | 3    |
| Alien Crush                    | 29 juin 2017      | Konami  | 7    |
| Devil's Crush                  | 13 juillet 2017   | Konami  | 7    |
| Bonk III: Bonk's Big Adventure | 3 aout 2017       | Konami  | 3    |
| Air Zonk                       | 3 aout 2017       | Konami  | 3    |
| Ninja Spirit                   | 10 aout 2017      | Irem    | 12   |
| Victory Run                    | 10 aout 2017      | Konami  | 3    |
| Final Soldier                  | 24 aout 2017      | Konami  | 3    |
| Soldier Blade                  | 24 aout 2017      | Konami  | 3    |
| Detana!! TwinBee               | 24 aout 2017      | Konami  | 7    |
| Chew Man Fu                    | 28 septembre 2017 | Konami  | 3    |
| China Warrior                  | 28 septembre 2017 | Konami  | 12   |
| Shockman                       | 28 septembre 2017 | Extreme | 7    |
| Double Dungeons                | 5 octobre 2017    | Extreme | 12   |
| Vigilante                      | 5 octobre 2017    | Irem    | 12   |
| Legend of Hero Tonma           | 12 octobre 2017   | Irem    | 7    |
| Moto Roader                    | 12 octobre 2017   | Extreme | 7    |
| Digital Champ: Battle Boxing   | 9 novembre 2017   | Konami  | 12   |
| Break In                       | 30 novembre 2017  | Konami  | 3    |
| Power Golf                     | 30 novembre 2017  | Konami  | 3    |
| Panic Bomber: Bomberman        | 7 décembre 2017   | Konami  | 3    |
| Salamander                     | 7 décembre 2017   | Konami  | 3    |
| Battle Lode Runner             | 14 décembre 2017  | Konami  | 3    |
| Bomberman '93                  | 14 décembre 2017  | Konami  | 3    |
| Lords of Thunder               | 14 décembre 2017  | Konami  | 7    |
| Battle Chopper                 | 1er février 2018  | Irem    | 7    |
| Image Fight                    | 1er février 2018  | Irem    | 7    |
| Image Fight II                 | 1er février 2018  | Irem    | 7    |
| Necromancer                    | 1er février 2018  | Konami  | 12   |